# Erik Rasmussen
Erik Wayne Rasmussen (Minneapolis, 28 marzo 1977) è un ex hockeista su ghiaccio statunitense di ruolo centro.

## Carriera

### Club
Dopo essersi diplomato alla St. Louis Park High School, Erik Rasmussen entrò nella formazione dell'Università del Minnesota, dove vinse il titolo nel corso della stagione 1995-1996. Nel 1996 fu scelto dai Buffalo Sabres in settima posizione assoluta.
Debuttò la stagione successiva in National Hockey League, alternandosi per i primi due anni con la formazione affiliata in American Hockey League dei Rochester Americans. Con i Sabres raccolse 87 punti in 308 partite disputate. Nel 2002 passò per una stagione ai Los Angeles Kings, collezionando 16 punti in 57 partite disputate.
Nel 2003 passò ai New Jersey Devils, con cui rimase fino al 2007, ottenendo 35 punti in 289 presenze. Per la stagione successiva fu chiamato dalla formazione affiliata ai Devils in AHL, i Lowell Devils, con 5 punti in 26 partite. Concluse la propria carriera in Finlandia, nella SM-liiga, con la maglia del Porin Ässät.

### Nazionale
Con la nazionale degli Stati Uniti Rasmussen vanta due presenze al mondiale U-20, con cui nel 1997 raggiunse la medaglia d'argento alle spalle del Canada. Con la nazionale maggiore ha disputato i mondiali del 2002, conclusi al settimo posto. In 19 presenze totali ha segnato 4 reti e fornito 7 assist.

## Palmarès

### Club
- NCAA Championship (WCHA)

Minnesota: 1995-1996